# Olympique de Marseille
Olympique de Marseille, često i samo Marseille, jedan je od najtrofejnijih francuskih nogometnih klubova. Marseille je, zasad, jedini francuski klub koji je osvojio naslov UEFA Lige prvaka. Osvojio je UEFA Ligu prvaka u sezoni 1992./93., nakon što je četiri godine zaredom osvojio prvenstvo Francuske. Međutim, zbog financijskih nepravilnosti i zbog skandala oko namještanja utakmica, nazvanim VA-OM skandalom (VA kao Valenciennes FC i OM kao Ol. Marseille), oduzet mu je naslov, kao i mogućnost igranja u Ligi prvaka, te su izbačeni u drugu ligu.
Nakon dvije godine, uspjeli su se vratiti u prvu ligu, a od tada su prve trofeje osvojili 2010. godine, i to prvenstvo i Liga-kup.

## Klupski uspjesi

### Domaći uspjesi
Francusko prvenstvo:
- Prvak (9): 1936./37., 1947./48., 1970./71., 1971./72., 1988./89., 1989./90., 1990./91., 1991./92., 1992./93. (oduzeto zbog namještanja utakmica), 2009./10.
- Drugi (13): 1938., 1939., 1970. 1975., 1987., 1994., 1999., 2007., 2009., 2011., 2013, 2020., 2022.
- Treći (7): 1933., 1935., 1949., 1973., 2003., 2008., 2023.

Ligue 2:
- Prvak (1): 1995.

Francuski kup:
- Pobjednik (10): 1924., 1926., 1927., 1935., 1938., 1943., 1969., 1972., 1976., 1989.
- Finalist (9): 1934., 1940., 1954., 1986., 1987., 1991., 2006., 2007., 2016.
- Trophée des Champions:
- Pobjednik (3): 1971., 2010., 2011.
- Finalist (3) : 1969., 1972., 2020.

Francuski liga kup:
- Pobjednik (3): 2010., 2011., 2012.

Prvenstvo Francuske za amatere:
- Prvak (1): 1929.

Prvenstvo DH Sud-Est :
- Prvak (4): 1927., 1929., 1930., 1931.

Prvenstvo USFSA Littoral:
- Prvak (6):  1904., 1905., 1906., 1907., 1908., 1919.

### Europski uspjesi
Liga prvaka/Kup prvaka
- Prvak (1): 1992./93. (finale)
- Finalist (1): 1990./91. (finale)

Kup UEFA
- Finalist (2): 1998./99., 2003./04. (finale)

UEFA Europska liga
- Finalist (1): 2017./18. (finale)

Intertoto kup
- Prvak (1): 2005.

## Slavni igrači
| Francuska - Manuel Amoros - Jocelyn Angloma - William Ayache - Ibrahim Ba - Fabien Barthez - Larbi Benbarek - Laurent Blanc - Alain Boghossian - Basile Boli - Éric Cantona - Bernard Casoni - Jean Castaneda - Benoît Cauet - Marcel Desailly - Didier Deschamps - Jules Dewaquez - Jean Djorkaeff - Éric Di Meco - Christophe Dugarry - William Gallas - Bernard Genghini - André-Pierre Gignac - Alain Giresse - Raymond Kéruzoré - Frank Lebœuf - Bixente Lizarazu - Charly Loubet - Peter Luccin - Claude Makélélé - Steve Mandanda - Jean-Jacques Marcel | - Florian Maurice - Samir Nasri - Pascal Olmeta - Jean-Pierre Papin - Dimitri Payet - Robert Pirès - Loïc Rémy - Franck Ribéry - Franck Sauzée - Didier Six - Jean Tigana - Marius Trésor - Mathieu Valbuena - Mario Zatelli Albanija - Lorik Cana Argentina - Lucho González - Gabriel Heinze - Héctor Rial - Héctor Yazalde Belgija - Michy Batshuayi - Daniel Van Buyten Bosna i Hercegovina - Blaž Slišković Brazil - Brandão - Hilton - Jairzinho - Carlos Mozer - Sonny Anderson - Paulo Cézar Bugarska - Jordan Lečkov Kamerun - Joseph-Antoine Bell - Stéphane Mbia - Nicolas N'Koulou - Joseph Yegba Maya | Hrvatska - Alen Bokšić - Vedran Runje - Josip Skoblar Egipat - Mido Engleska - Joey Barton - Trevor Steven - Chris Waddle Nizozemska - Boudewijn Zenden Njemačka - Klaus Allofs - Karl-Heinz Förster - Andreas Köpke - Rudi Völler Gana - André Ayew - Abedi Pelé Irska - Tony Cascarino Italija - Fabrizio Ravanelli Obala Bjelokosti - Ibrahima Bakayoko - Didier Drogba - Bakari Koné Liberija - George Weah | Mali - Salif Keita Nigerija - Taye Taiwo Poljska - Piotr Świerczewski Portugal - Paulo Futre - Rui Barros Rusija - Igor Dobrovoljski - Dmitrij Sičev Senegal - Souleymane Diawara - Mamadou Niang Srbija - Dragan Stojković Španjolska - César Azpilicueta - Rafael Martín Vázquez - Fernando Morientes Švedska - Gunnar Andersson - Klas Ingesson - Anders Linderoth - Roger Magnusson Urugvaj - Enzo Francescoli |

## Poznati treneri
- Tomislav Ivić
- Igor Tudor

## Vanjske poveznice
- Službena stranica (fr.)
- om-passion.com  Arhivirana inačica izvorne stranice od 12. siječnja 2008. (Wayback Machine) (fr.)